# Pyrausta extinctalis
Pyrausta extinctalis là một loài bướm đêm trong họ Crambidae.